# Jiro Yabe
Jiro Yabe (født 26. maj 1978) er en tidligere japansk fodboldspiller.
Han har spillet for flere forskellige klubber i sin karriere, herunder Nagoya Grampus Eight og Sagan Tosu.